# Lampropterus truncatipennis
Lampropterus truncatipennis är en skalbaggsart som först beskrevs av J. Linsley Gressitt 1948.  Lampropterus truncatipennis ingår i släktet Lampropterus och familjen långhorningar. Inga underarter finns listade i Catalogue of Life.